# Dăbâca (Cluj)
Dăbâca oder Dăbîca (deutsch (alt) Dobeschdorf, ungarisch Doboka) ist eine Gemeinde im Kreis Cluj in der Region Siebenbürgen in Rumänien.
Dăbâca ist auch unter den rumänisch veralteten Bezeichnungen Doboca, Dobocel und Dăbica bekannt.

## Geschichte
Der Ort wurde als Sitz eines Komitats 1164 erstmals urkundlich erwähnt. Dieses wurde später mit einem anderen Komitat zum Komitat Szolnok-Doboka vereinigt.